# (500585) 2012 UE93
(500585) 2012 UE93 es un asteroide perteneciente al cinturón de asteroides descubierto el 8 de octubre de 2012 por el equipo del Pan-STARRS desde el Observatorio de Haleakala, Hawái, Estados Unidos.

## Designación y nombre
Designado provisionalmente como 2012 UE93.

## Características orbitales
2012 UE93 está situado a una distancia media del Sol de 3,116 ua, pudiendo alejarse hasta 3,350 ua y acercarse hasta 2,883 ua. Su excentricidad es 0,074 y la inclinación orbital 9,510 grados. Emplea 2009,66 días en completar una órbita alrededor del Sol.

## Características físicas
La magnitud absoluta de 2012 UE93 es 16,3. 